# Kiddy Contest
Der Kiddy Contest war eine österreichische Castingshow für Kinder zwischen 8 und 14 Jahren (bis 2016 13 Jahren), die von 1995 bis 2011 jährlich vom ORF veranstaltet wurde. Seit 2012 war die Show auf dem österreichischen Privatsender Puls 4 zu sehen. Das Format wurde von den Musikproduzenten Erwin Kiennast und Norman Weichselbaum erfunden.
Jedes Jahr traten zehn Kinder aus Deutschland, Österreich und fallweise der Schweiz und Südtirol an und sangen meist einen aktuellen Pop-Hit, für den Norman Weichselbaum einen neuen, deutschen Text schrieb. Den Sieger bestimmte das TV-Publikum via Voting.

## Ausstrahlung
Der Kiddy Contest 1996 fand an einem Samstagvormittag im November 1996 statt. Während des Kiddy Contest 1995 und 1996 fand im Rahmen der ORF/Confetti-TiVi-Sendung „Samstag Spiel“ über mehrere Wochen ein Semifinale statt, bei dem es möglich war, für jeden Titel zwischen zwei Interpreten abzustimmen.
1997 gab es ein separates Kiddy-Contest-Semifinale, das ebenfalls wieder über fünf Wochen jeweils an Samstagen im Confetti Tivi gezeigt wurde. Moderiert wurde es von Elmer Rossnegger.
Ab 1998 gab kein Semifinale mehr im Fernsehen, die Vorauswahl fand durch eine Fachjury statt. 2015 wurden an den zwei Samstagen vor dem Finale die Halbfinalshows wieder im Fernsehen übertragen. An beiden Tagen traten je zehn Kinder an, die im Duett singen, je fünf von ihnen kommen ins Finale.
Neben der Ausstrahlung in ORF 1 wurde der Kiddy Contest bisher auch einige Male im deutschen Fernsehen übertragen und ist dadurch auch in ganz Europa über den Satelliten Astra 1 frei empfangbar. In den Jahren 2000 bis 2002 war das ZDF als Mitveranstalter an der Show beteiligt, wodurch in diesen Jahren auch immer die Hälfte der Teilnehmer aus Deutschland kam, und die Show zeitgleich im ZDF gezeigt wurde. In den Jahren 2001 und 2002 wurde sie außerdem noch im KiKA übertragen. Nach 2002 entschied sich das ZDF dazu, sich nicht mehr zu beteiligen, wodurch der Kiddy Contest 2003 wieder eine rein österreichische Produktion wurde.
Bereits im Jahr 2004 fand der ORF wieder einen neuen Partner, dieses Mal war es der deutsche Privatsender Super RTL. Am Sendeschema veränderte sich nichts. Die Kooperation mit Super RTL dauerte bis 2006.
Der Kiddy Contest 2007 war wieder nur eine alleinige Produktion des ORF. Die bisherigen Specials im Mittagsprogramm wurde durch die Reihe „Kiddy Contest – Das Camp“ ersetzt, welche über mehrere Tage im Nachmittagsprogramm von ORF 1 ausgestrahlt wurde. Die Serie dokumentierte den Aufenthalt der Teilnehmer des Kiddy Contest 2007 im Schloss Hof in Niederösterreich.
Im Jahr 2008 wurde der Kiddy Contest wieder auf ORF 1 und Super RTL gezeigt. Das Finale fand am 1. November 2008 um 20:15 statt. Moderatorin war wieder Mirjam Weichselbraun.
Der Kiddy Contest 2009 wurde am 31. Oktober im Austria Center Vienna vor 4.500 Fans aufgezeichnet und eine Woche später, am 7. November, um 16.45 Uhr auf ORF 1 gesendet. Für die deutsche Fangemeinde strahlte der Kindersender Nickelodeon die Show einen Tag später aus. Moderiert wurde die Show von Benny Hörtnagl, als Stargäste waren Daniel Schuhmacher und Mandy Capristo von Monrose mit dabei.
2010 wurde der Kiddy Contest mit der neuen Moderatorin Kati Bellowitsch wieder live auf ORF 1 gesendet, Nickelodeon zeigte eine Woche später eine 60-minütige Zusammenfassung.
Für die Jahre 2012 bis 2015 sicherte sich der Privatsender Puls 4 die Rechte an der Ausstrahlung. Moderatorin der Show war seit 2015 Silvia Schneider. Seit 2015 wurde die Sendung zusätzlich via Live-Stream im Internet und in der App von Puls 4 übertragen. Ab 2017 war Alamande Belfor für die Choreografien verantwortlich.
2020 wurde der Kiddy Contest aufgrund der Corona-Pandemie abgesagt.
Angesichts der weiterhin unsicheren Corona-Situation im Jahre 2021 gaben die Produzenten am 21. Dezember 2020 bekannt, dass das Format eingestellt wird und der Kiddy Contest 2019 als 25-Jahre-Jubiläums-Show der letzte war.

## Sieger der jeweiligen Jahre
| Jahr | Album                 | Lied und Interpret/-in                              | Original                                               | Auszeichnungen in AT                                                                     |
| ---- | --------------------- | --------------------------------------------------- | ------------------------------------------------------ | ---------------------------------------------------------------------------------------- |
| 1995 | Kiddy Contest Vol. 1  | Kinderzimmerdieb Christina Kramer                   | Achy Breaky Heart Billy Ray Cyrus                      |                                                                                          |
| 1996 | Kiddy Contest Vol. 2  | Das erste Mal verliebt Marina Schweinberger         | Love Is All Around Wet Wet Wet                         |                                                                                          |
| 1997 | Kiddy Contest Vol. 3  | Wut Manuela Mayer                                   | Nur geträumt Blümchen                                  | Gold · Verkäufe: +25.000                                                                 |
| 1998 | Kiddy Contest Vol. 4  | Nur ein Traum Alexandra Pötzelsberger               | Adesso tu Eros Ramazzotti                              | Platin · Verkäufe: +50.000                                                               |
| 1999 | Kiddy Contest Vol. 5  | Freunde wie wir Bernhard Arko & Daniel Pirker       | Y.M.C.A. Village People                                | Platin · Verkäufe: +50.000                                                               |
| 2000 | Kiddy Contest Vol. 6  | Snowboardflitzer Marco Klemmer & Daniela Vogel      | Anton aus Tirol DJ Ötzi                                | Platin · Verkäufe: +50.000                                                               |
| 2001 | Kiddy Contest Vol. 7  | Ich wünsche mir einen Bankomat Mandy Grace Capristo | Daylight in Your Eyes No Angels                        | Platin · Verkäufe: +40.000                                                               |
| 2002 | Kiddy Contest Vol. 8  | Ich will in die Disco geh'n Laura Kästel            | Crying at the Discoteque Alcazar                       | Platin · Verkäufe: +40.000                                                               |
| 2003 | Kiddy Contest Vol. 9  | Mein Superstar Nicki Freiberger                     | We Have a Dream DSDS                                   | Platin · Verkäufe: +30.000                                                               |
| 2004 | Kiddy Contest Vol. 10 | Unsichtbar Lisa Aberer                              | Dragostea din tei O-Zone                               | ×3Dreifachplatin · Verkäufe: +90.000                                                     |
| 2005 | Kiddy Contest Vol. 11 | Alle verknallt Kim Steiner                          | Dubi Dam Dam Banaroo                                   | ×2Doppelplatin + Platin (Videoalbum: Showtime) · Verkäufe: +60.000 (Videoalbum: +10.000) |
| 2006 | Kiddy Contest Vol. 12 | Flaschengeist Tanja Kreutmayer                      | 1001 Arabian Nights Ch!pz                              | ×2Doppelplatin · Verkäufe: +60.000                                                       |
| 2007 | Kiddy Contest Vol. 13 | Schokoladistan Caroline Juliana Hat                 | Ein Stern (...der deinen Namen trägt) DJ Ötzi & Nik P. | ×3Dreifachplatin · Verkäufe: +60.000                                                     |
| 2008 | Kiddy Contest Vol. 14 | Planet der Mädchen Mira Sophia Ulz                  | Fieber Christina Stürmer                               | ×3Dreifachplatin · Verkäufe: +60.000                                                     |
| 2009 | Kiddy Contest Vol. 15 | Märchenwald Roman Lochmann & Lara Krause            | Stadt Cassandra Steen & Adel Tawil                     | ×2Doppelplatin · Verkäufe: +40.000                                                       |
| 2010 | Kiddy Contest Vol. 16 | Bitte mehr Taschengeld Dominik Schrittesser         | What Do You Want from Me Adam Lambert                  | ×2Doppelplatin · Verkäufe: +40.000                                                       |
| 2011 | Kiddy Contest Vol. 17 | Gemüsekrise Celina Müllner                          | Higher Taio Cruz & Kylie Minogue                       | ×2Doppelplatin · Verkäufe: +40.000                                                       |
| 2012 | Kiddy Contest Vol. 18 | Die Wasserratten Michelle Idlhammer                 | Call Me Maybe Carly Rae Jepsen                         | Platin · Verkäufe: +20.000                                                               |
| 2013 | Kiddy Contest Vol. 19 | Der Gitterbettprinz Lisa Mikolaschek                | I Couldn’t Care Less Leslie Clio                       | Platin · Verkäufe: +15.000                                                               |
| 2014 | Kiddy Contest Vol. 20 | Augen auf Lena Tirler                               | Am I Wrong Nico & Vinz                                 | Platin · Verkäufe: +15.000                                                               |
| 2015 | Kiddy Contest Vol. 21 | Tausend Selfies Alinah Hofstätter                   | Ain’t Nobody Felix Jaehn ft. Jasmine Thompson          | Platin · Verkäufe: +15.000                                                               |
| 2016 | Kiddy Contest Vol. 22 | Ich bleib lieber Single Christian Steger            | Stitches Shawn Mendes                                  | Platin · Verkäufe: +15.000                                                               |
| 2017 | Kiddy Contest Vol. 23 | Wo versteckt sich das Christkind? Ina Hofer         | Musik sein Wincent Weiss                               | Gold · Verkäufe: +7.500                                                                  |
| 2018 | Kiddy Contest Vol. 24 | Lederhosenrapper Josef Fankhauser                   | Lie to me Mikolas Josef                                | Gold · Verkäufe: +7.500                                                                  |
| 2019 | Kiddy Contest Vol. 25 | Voll die Streberin Katharina Felzmann               | Unforgettable Nico Santos                              |                                                                                          |

## Kiddy Contest Live (Tour)
Von 2006 bis 2008 gingen die Finalisten auch auf Österreich-Tour. Der „Kiddy Contest Live“ fand meistens am Wochenende vor Weihnachten in drei bis vier österreichischen Städten statt. Im Jahr 2008 waren insgesamt 20.000 Fans dabei. Ebenfalls seit 2008 wird die Kiddy Contest Tour von einem Multimedia-Team als Video-Tourtagebuch begleitet (in Kooperation mit dem Kinder-Kurier und dem Online-Medienmagazin Medieninsider.at). 2010 waren die Finalisten in mehreren Liveshows vor ca. 12.000 Zusehern in Linz, Salzburg, Wien und Graz zu sehen. Stargast in Wien war Charlee.

## Auszeichnungen
- 1998 Auszeichnung für Verdienste um die Musikförderung in Österreich an Erwin Kiennast und Norman Weichselbaum durch damaligen Bundeskanzler Viktor Klima[5][6]
- 2015 Goldenes Ehrenzeichen für Verdienste um die Republik Österreich für Erwin Kiennast und Norman Weichselbaum  am 24. Juni im Auftrag durch Bundeskanzler Werner Faymann[7][8]